# Premi Pulitzer de poesia
El Premi Pulitzer de poesia és un dels set Premis Pulitzer nord-americans que s'atorguen anualment per a lletres, drama i música. Es va presentar per primera vegada l'any 1922 i es dona per a un volum distingit de versos originals d'un autor nord-americà, publicat durant l'any natural anterior.
Els finalistes s'han anunciat des de 1980, normalment dos més al costat del guanyador.
Abans de l'establiment del premi, els cicles Pulitzer de 1918 i 1919 incloïen tres Citacions i Premis especials del Premi Pulitzer (anomenats en aquell moment el Premi de Poesia de la Universitat de Colúmbia) per a llibres de poesia finançats per una subvenció especial de The Poetry Society.

## Guanyadors
En els seus primers 92 anys fins al 2013, el Premi Pulitzer de poesia es va atorgar 92 vegades. Dos se'n van donar el 2008, cap el 1946. Robert Frost va guanyar el premi quatre vegades i diversos altres el van guanyar més d'una vegada (a continuació).
| Any  | Poeta             | Títol                       |
| ---- | ----------------- | --------------------------- |
| 1918 | Sara Teasdale     | Cançons d'amor              |
| 1919 | Carl Sandburg     | Cornhuskers                 |
| 1919 | Margaret Widdemer | El camí vell cap al paradís |

### 1920s–1970s
| Any  | Poeta                    | Títol                                                                    | Ref.        |
| ---- | ------------------------ | ------------------------------------------------------------------------ | ----------- |
| 1922 | Edwin Arlington Robinson | Collected Poems                                                          |             |
| 1923 | Edna St. Vincent Millay  | The Ballad of the Harp-Weaver, A Few Figs from Thistles, i Eight Sonnets |             |
| 1924 | Robert Frost             | New Hampshire: A Poem with Notes and Grace Notes                         | [ 2 ] [ 3 ] |
| 1925 | Edwin Arlington Robinson | The Man Who Died Twice                                                   |             |
| 1926 | Amy Lowell               | What's O'Clock                                                           |             |
| 1927 | Leonora Speyer           | Fiddler's Farewell                                                       |             |
| 1928 | Edwin Arlington Robinson | Tristram                                                                 |             |
| 1929 | Stephen Vincent Benét    | John Brown's Body                                                        |             |
| 1930 | Conrad Aiken             | Selected Poems                                                           |             |
| 1931 | Robert Frost             | Collected Poems                                                          | [ 2 ] [ 3 ] |
| 1932 | George Dillon            | Flowering Stone                                                          |             |
| 1933 | Archibald MacLeish       | Conquistador                                                             |             |
| 1934 | Robert Hillyer           | Collected Verse                                                          |             |
| 1935 | Audrey Wurdemann         | Bright Ambush                                                            |             |
| 1936 | Robert P. T. Coffin      | Strange Holiness                                                         |             |
| 1937 | Robert Frost             | A Further Range                                                          | [ 2 ] [ 3 ] |
| 1938 | Marya Zaturenska         | Cold Morning Sky                                                         |             |
| 1939 | John Gould Fletcher      | Selected Poems                                                           |             |
| 1940 | Mark Van Doren           | Collected Poems                                                          |             |
| 1941 | Leonard Bacon            | Sunderland Capture                                                       |             |
| 1942 | William Rose Benét       | Dust Which Is God                                                        |             |
| 1943 | Robert Frost             | A Witness Tree                                                           | [ 2 ] [ 3 ] |
| 1944 | Stephen Vincent Benét    | Western Star                                                             |             |
| 1945 | Karl Shapiro             | V-Letter and Other Poems                                                 |             |
| 1946 | No es va atorgar premi   | No es va atorgar premi                                                   |             |
| 1947 | Robert Lowell            | Lord Weary's Castle                                                      |             |
| 1948 | W. H. Auden              | The Age of Anxiety                                                       |             |
| 1949 | Peter Viereck            | Terror and Decorum                                                       |             |
| 1950 | Gwendolyn Brooks         | Annie Allen                                                              | [ 4 ]       |
| 1951 | Carl Sandburg            | Complete Poems                                                           |             |
| 1952 | Marianne Moore           | Collected Poems                                                          |             |
| 1953 | Archibald MacLeish       | Collected Poems 1917-1952                                                |             |
| 1954 | Theodore Roethke         | The Waking                                                               |             |
| 1955 | Wallace Stevens          | Collected Poems                                                          |             |
| 1956 | Elizabeth Bishop         | Poems: North & South — A Cold Spring                                     |             |
| 1957 | Richard Wilbur           | Things of This World                                                     |             |
| 1958 | Robert Penn Warren       | Promises: Poems 1954-1956                                                |             |
| 1959 | Stanley Kunitz           | Selected Poems 1928-1958                                                 |             |
| 1960 | W. D. Snodgrass          | Heart's Needle                                                           |             |
| 1961 | Phyllis McGinley         | Times Three: Selected Verse From Three Decades                           |             |
| 1962 | Alan Dugan               | Poems                                                                    |             |
| 1963 | William Carlos Williams  | Pictures from Brueghel                                                   |             |
| 1964 | Louis Simpson            | At the End of the Open Road                                              | [ 5 ]       |
| 1965 | John Berryman            | 77 Dream Songs                                                           |             |
| 1966 | Richard Eberhart         | Selected Poems                                                           |             |
| 1967 | Anne Sexton              | Live or Die                                                              | [ 6 ]       |
| 1968 | Anthony Hecht            | The Hard Hours                                                           |             |
| 1969 | George Oppen             | Of Being Numerous                                                        |             |
| 1970 | Richard Howard           | Untitled Subjects                                                        |             |
| 1971 | W. S. Merwin             | The Carrier of Ladders                                                   | [ 7 ]       |
| 1972 | James Wright             | Collected Poems                                                          |             |
| 1973 | Maxine Kumin             | Up Country                                                               |             |
| 1974 | Robert Lowell            | The Dolphin                                                              |             |
| 1975 | Gary Snyder              | Turtle Island                                                            |             |
| 1976 | John Ashbery             | Self-Portrait in a Convex Mirror                                         | [ 8 ]       |
| 1977 | James Merrill            | Divine Comedies                                                          |             |
| 1978 | Howard Nemerov           | Collected Poems                                                          |             |
| 1979 | Robert Penn Warren       | Now and Then                                                             |             |

### Dècada del 1980
| Any  | Poeta            | Títol                                                        | Resultat    | Ref.          |
| ---- | ---------------- | ------------------------------------------------------------ | ----------- | ------------- |
| 1980 | Donald Justice   | Selected Poems                                               | Guanyador/a |               |
| 1980 | Richard Hugo     | Selected Poems                                               | Finalista   |               |
| 1980 | Dave Smith       | Goshawk, Antelope                                            | Finalista   |               |
| 1981 | James Schuyler   | The Morning of the Poem                                      | Guanyador/a |               |
| 1981 | Richard Hugo     | The Right Madness on Skye                                    | Finalista   |               |
| 1981 | Mark Strand      | Selected Poems                                               | Finalista   |               |
| 1982 | Sylvia Plath     | The Collected Poems                                          | Guanyador/a |               |
| 1982 | Dave Smith       | Dream Flights                                                | Finalista   |               |
| 1982 | Charles Wright   | The Southern Cross                                           | Finalista   |               |
| 1983 | Galway Kinnell   | Selected Poems                                               | Guanyador/a | [ 9 ]         |
| 1983 | Jack Gilbert     | Monolithos, Poems 1962 and 1982                              | Finalista   |               |
| 1983 | Charles Wright   | Country Music, Selected Early Poems                          | Finalista   |               |
| 1984 | Mary Oliver      | American Primitive                                           | Guanyador/a | [ 10 ] [ 11 ] |
| 1984 | John Engels      | Weather-Fear: New and Selected Poems                         | Finalista   |               |
| 1984 | Josephine Miles  | Collected Poems, 1930-1982                                   | Finalista   |               |
| 1985 | Carolyn Kizer    | Yin                                                          | Guanyador/a |               |
| 1985 | Robert Duncan    | Ground Work                                                  | Finalista   |               |
| 1985 | Charles Wright   | The Other Side of the River                                  | Finalista   |               |
| 1986 | Henry S. Taylor  | The Flying Change                                            | Guanyador/a |               |
| 1986 | Andrew Hudgins   | Saints and Strangers                                         | Finalista   |               |
| 1986 | Charles Simic    | Selected Poems, 1963-1983                                    | Finalista   |               |
| 1987 | Rita Dove        | Thomas and Beulah                                            | Guanyador/a |               |
| 1987 | Hayden Carruth   | The Selected Poetry of Hayden Carruth                        | Finalista   |               |
| 1987 | Charles Simic    | Unending Blues                                               | Finalista   |               |
| 1988 | William Meredith | Partial Accounts: New and Selected Poems                     | Guanyador/a |               |
| 1988 | Lucille Clifton  | Good Woman: Poems and a Memoir 1969-1980 and Next: New Poems | Finalista   |               |
| 1988 | C.K. Williams    | Flesh and Blood                                              | Finalista   |               |
| 1989 | Richard Wilbur   | New and Collected Poems                                      | Guanyador/a |               |
| 1989 | Donald Hall      | The One Day                                                  | Finalista   | [ 12 ]        |
| 1989 | Garrett Hongo    | The River of Heaven                                          | Finalista   |               |

### Dècada del 1990
| Any  | Poeta            | Títol                                                                 | Resultat    | Ref.          |
| ---- | ---------------- | --------------------------------------------------------------------- | ----------- | ------------- |
| 1990 | Simic Charles    | The World Doesn't End                                                 | Guanyador/a | [ 13 ] [ 14 ] |
| 1990 | Adrienne Rich    | Time's Power                                                          | Finalista   |               |
| 1990 | Paul Zweig       | Selected and Last Poems                                               | Finalista   |               |
| 1991 | Mona Van Duyn    | Near Changes                                                          | Guanyador/a |               |
| 1991 | Anthony Hecht    | The Transparent Man                                                   | Finalista   |               |
| 1991 | Gerald Stern     | Leaving Another Kingdom                                               | Finalista   |               |
| 1992 | James Tate       | Selected Poems                                                        | Guanyador/a | [ 15 ]        |
| 1992 | Robert Creeley   | Selected Poems                                                        | Finalista   |               |
| 1992 | Adrienne Rich    | An Atlas of the Difficult World                                       | Finalista   |               |
| 1993 | Louise Glück     | The Wild Iris                                                         | Guanyador/a | [ 16 ]        |
| 1993 | John Ashbery     | Hotel Lautreamont                                                     | Finalista   |               |
| 1993 | James Merrill    | Selected Poems 1946-1985                                              | Finalista   |               |
| 1994 | Yusef Komunyakaa | Neon Vernacular: New and Selected Poems                               | Guanyador/a |               |
| 1994 | Brenda Hillman   | Bright Existence                                                      | Finalista   |               |
| 1994 | Allen Mandelbaum | The Metamorphoses of Ovid                                             | Finalista   |               |
| 1995 | Philip Levine    | The Simple Truth                                                      | Guanyador/a | [ 17 ]        |
| 1995 | Allen Ginsberg   | Cosmopolitan Greetings: Poems 1986-1992                               | Finalista   |               |
| 1995 | Kenneth Koch     | On the Great Atlantic Rainway: Selected Poems 1950-1988 and One Train | Finalista   |               |
| 1996 | Jorie Graham     | The Dream of the Unified Field                                        | Guanyador/a |               |
| 1996 | Donald Justice   | New and Selected Poems                                                | Finalista   |               |
| 1996 | Charles Wright   | Chickamauga                                                           | Finalista   |               |
| 1997 | Lisel Mueller    | Alive Together: New and Selected Poems                                | Guanyador/a | [ 18 ]        |
| 1997 | Robert Pinsky    | The Figured Wheel                                                     | Finalista   |               |
| 1997 | Sheck Laurie     | The Willow Grove                                                      | Finalista   |               |
| 1998 | Charles Wright   | Black Zodiac                                                          | Guanyador/a |               |
| 1998 | Frank Bidart     | Desire                                                                | Finalista   |               |
| 1998 | C.K. Williams    | The Vigil                                                             | Finalista   |               |
| 1999 | Mark Strand      | Blizzard of One                                                       | Guanyador/a | [ 19 ]        |
| 1999 | Alice Notley     | Mysteries of Small Houses                                             | Finalista   |               |
| 1999 | Frederick Seidel | Going Fast                                                            | Finalista   |               |

### Dècada del 2000
| Any  | Poeta               | Títol                                                | Resultat    | Ref.          |
| ---- | ------------------- | ---------------------------------------------------- | ----------- | ------------- |
| 2000 | C. K. Williams      | Repair                                               | Guanyador/a | [ 20 ]        |
| 2000 | Rodney Jones        | Elegy for the Southern Drawl                         | Finalista   |               |
| 2000 | Adrienne Rich       | Midnight Salvage: Poems 1995-1998                    | Finalista   |               |
| 2001 | Stephen Dunn        | Different Hours                                      | Guanyador/a | [ 21 ] [ 22 ] |
| 2001 | Sydney Lea          | Pursuit of a Wound                                   | Finalista   |               |
| 2001 | Bruce Smith         | The Other Lover                                      | Finalista   |               |
| 2002 | Carl Dennis         | Practical Gods                                       | Guanyador/a |               |
| 2002 | Louise Glück        | The Seven Ages                                       | Finalista   |               |
| 2002 | Franz Wright        | The Beforelife                                       | Finalista   |               |
| 2003 | Paul Muldoon        | Moy Sand and Gravel                                  | Guanyador/a | [ 23 ]        |
| 2003 | Frank Bidart        | Music Like Dirt                                      | Finalista   |               |
| 2003 | J. D. McClatchy     | Hazmat                                               | Finalista   | [ 24 ]        |
| 2004 | Franz Wright        | Walking to Martha's Vineyard                         | Guanyador/a |               |
| 2004 | Henri Cole          | Middle Earth                                         | Finalista   |               |
| 2004 | Heather McHugh      | Eyeshot                                              | Finalista   |               |
| 2005 | Ted Kooser          | Delights & Shadows                                   | Guanyador/a |               |
| 2005 | William Matthews    | Search Party: Collected Poems                        | Finalista   |               |
| 2005 | Brigit Pegeen Kelly | The Orchard                                          | Finalista   | [ 25 ]        |
| 2006 | Claudia Emerson     | Late Wife                                            | Guanyador/a |               |
| 2006 | Elizabeth Alexander | American Sublime                                     | Finalista   |               |
| 2006 | Dean Young          | Elegy on Toy Piano                                   | Finalista   | [ 26 ]        |
| 2007 | Natasha Trethewey   | Native Guard                                         | Guanyador/a |               |
| 2007 | Martín Espada       | The Republic of Poetry                               | Finalista   |               |
| 2007 | David Wojahn        | Interrogation Palace: New & Selected Poems 1982-2004 | Finalista   |               |
| 2008 | Robert Hass         | Time and Materials                                   | Guanyador/a |               |
| 2008 | Philip Schultz      | Failure                                              | Guanyador/a |               |
| 2008 | Ellen Bryant Voigt  | Messenger: New and Selected Poems, 1976-2006         | Finalista   |               |
| 2009 | W. S. Merwin        | The Shadow of Sirius                                 | Guanyador/a | [ 27 ] [ 28 ] |
| 2009 | Frank Bidart        | Watching the Spring Festival                         | Finalista   |               |
| 2009 | Ruth Stone          | What Love Comes To: New & Selected Poems             | Finalista   |               |

### Dècada del 2010
| Any  | Poeta            | Títol                                  | Resultat  | Ref.                 |
| ---- | ---------------- | -------------------------------------- | --------- | -------------------- |
| 2010 | Rae Armantrout   | Versed                                 | Winner    | [ 29 ] [ 30 ]        |
| 2010 | Angie Estes      | Tryst                                  | Finalist  |                      |
| 2010 | Lucia Perillo    | Inseminating the Elephant              | Finalist  |                      |
| 2011 | Maurice Manning  | The Best of It: New and Selected Poems | Guanyador | [ 31 ] [ 32 ]        |
| 2011 | Maurice Manning  | The Common Man                         | Finalista |                      |
| 2011 | Jean Valentine   | Break the Glass                        | Finalista | [ 33 ]               |
| 2012 | Tracy Smith      | Life on Mars                           | Winner    | [ 34 ] [ 35 ] [ 36 ] |
| 2012 | Forrest Gander   | Core Samples from the World            | Finalist  | [ 35 ]               |
| 2012 | Ron Padgett      | How Long                               | Finalista | [ 35 ]               |
| 2013 | Sharon Olds      | Stag's Leap                            | Winner    | [ 37 ]               |
| 2013 | Jack Gilbert     | Collected Poems                        | Finalista | [ 37 ]               |
| 2013 | Bruce Weigl      | The Abundance of Nothing               | Finalista | [ 37 ]               |
| 2014 | Vijay Seshadri   | 3 Sections                             | Winner    | [ 38 ] [ 39 ]        |
| 2014 | Morris Creech    | The Sleep of Reason                    | Finalista |                      |
| 2014 | Adrian Matejka   | The Big Smoke                          | Finalista |                      |
| 2015 | Gregory Pardlo   | Digest                                 | Winner    | [ 40 ] [ 41 ]        |
| 2015 | Alan Shapiro     | Reel to Reel                           | Finalista |                      |
| 2015 | Arthur Sze       | Compass Rose                           | Finalista |                      |
| 2016 | Peter Balakian   | Ozone Journal                          | Winner    | [ 42 ] [ 43 ]        |
| 2016 | Diane Seuss      | Four-Legged Girl                       | Finalista |                      |
| 2016 | Elizabeth Willis | Alive: New and Selected Poems          | Finalista |                      |
| 2017 | Tyehimba Jess    | Olio                                   | Winner    | [ 44 ] [ 45 ] [ 46 ] |
| 2017 | Campbell McGrath | XX                                     | Finalista |                      |
| 2017 | Adrienne Rich    | Collected Poems: 1950-2012             | Finalista |                      |
| 2018 | Frank Bidart     | Half-light: Collected Poems 1965–2016  | Winner    | [ 47 ] [ 48 ] [ 49 ] |
| 2018 | Evie Shockley    | semiautomatic,                         | Finalista | [ 47 ]               |
| 2018 | Patricia Smith   | Incendiary Art                         | Finalist  | [ 47 ]               |
| 2019 | Forrest Gander   | Be With                                | Winner    | [ 50 ] [ 51 ] [ 52 ] |
| 2019 | Jos Charles      | feeld                                  | Finalista | [ 50 ] [ 51 ]        |
| 2019 | A.E. Stallings   | Like                                   | Finalista | [ 50 ] [ 51 ]        |

### Dècada del 2020
| Any  | Poeta                 | Títol                                           | Resultat  | Ref.                        |  |
| ---- | --------------------- | ----------------------------------------------- | --------- | --------------------------- |  |
| 2020 | Jericho Brown         | The Tradition                                   | Winner    | [ 53 ] [ 54 ] [ 55 ] [ 56 ] |  |
| 2020 | Dorianne Laux         | Only as the Day Is Long: New and Selected Poems | Finalista | [ 55 ]                      |  |
| 2020 | Mary Ruefle           | Dunce                                           | Finalista | [ 55 ]                      |  |
| 2021 | Natalie Diaz          | Postcolonial Love Poem                          | Winner    | [ 55 ] [ 57 ] [ 58 ] [ 59 ] |  |
| 2021 | Mei-mei Berssenbrugge | A Treatise on Stars                             | Finalista | [ 55 ]                      |  |
| 2021 | Carolyn Forché        | In the Lateness of the World                    | Finalista | [ 55 ]                      |  |
| 2022 | Diane Seuss           | frank: sonnets                                  | Winner    | [ 60 ] [ 61 ] [ 62 ]        |  |
| 2022 | Will Alexander        | Refractive Africa: Ballet of the Forgotten      | Finalista | [ 60 ] [ 61 ]               |  |
| 2022 | Maider Vang           | Yellow Rain                                     | Finalista | [ 60 ] [ 61 ]               |  |
| 2023 | Carl Phillips         | Then the War: And Selected Poems, 2007–2020     | Winner    | [ 63 ] [ 64 ] [ 65 ] [ 66 ] |  |
| 2023 | Jay Hopler            | Still Life                                      | Finalista | [ 63 ]                      |  |
| 2023 | dg nanouk okpik       | Blood Snow                                      | Finalista | [ 63 ]                      |  |
| 2024 | Brandom Som           | Tripas: Poems                                   | Winner    | [ 67 ]                      |  |
| 2024 | Jorie Graham          | To 2040                                         | Finalista | [ 67 ]                      |  |
| 2024 | Robyn Schiff          | Information Desk: An Epic                       | Finalista | [ 67 ]                      |  |

## Múltiples victòries i nominacions
Les persones següents van rebre dos o més premis Pulitzer de poesia (s'inclouen els premis especials de 1918 i 1919):
| Guanyador/a | Poeta                    | Anys                   |
| ----------- | ------------------------ | ---------------------- |
| 4           | Robert Frost             | 1924, 1931, 1937, 1943 |
| 3           | Edwin Arlington Robinson | 1922, 1925, 1928       |
| 2           | Stephen Vincent Benét    | 1929, 1944             |
| 2           | Robert Lowell            | 1947, 1974             |
| 2           | Archibald MacLeish       | 1933, 1953             |
| 2           | William S. Merwin        | 1971, 2009             |
| 2           | Carl Sandburg            | 1919, 1951             |
| 2           | Robert Penn Warren       | 1958, 1979             |
| 2           | Richard Wilbur           | 1957, 1989             |

Les persones següents han rebut dues o més nominacions:
Els anys en negreta són els anys que el/la poeta va guanyar
| Nominacions | Poeta                    | Anys                         |
| ----------- | ------------------------ | ---------------------------- |
| 5           | Charles Wright           | 1982, 1983, 1985, 1996, 1998 |
| 4           | Frank Bidart             | 1998, 2003, 2009, 2018       |
| 4           | Robert Frost             | 1924, 1931, 1937, 1943       |
| 4           | Adrienne Rich            | 1990, 1992, 2000, 2017       |
| 3           | Edwin Arlington Robinson | 1922, 1925, 1928             |
| 3           | Charles Simic            | 1986, 1987, 1990             |
| 2           | John Ashbery             | 1976, 1993                   |
| 2           | Stephen Vincent Benét    | 1929, 1944                   |
| 2           | Forrest Gander           | 2012, 2019                   |
| 2           | Jack Gilbert             | 1983, 2013                   |
| 2           | Louise Glück             | 1993, 2002                   |
| 2           | Anthony Hecht            | 1968, 1991                   |
| 2           | Richard Hugo             | 1980, 1981                   |
| 2           | Donald Justice           | 1980, 1996                   |
| 2           | Robert Lowell            | 1947, 1974                   |
| 2           | Archibald MacLeish       | 1933, 1953                   |
| 2           | James Merril             | 1977, 1993                   |
| 2           | William S. Merwin        | 1971, 2009                   |
| 2           | Carl Sandburg            | 1919, 1951                   |
| 2           | Diane Seuss              | 2016, 2022                   |
| 2           | Mark Strand              | 1981, 1999                   |
| 2           | Dave Smith               | 1980, 1982                   |
| 2           | Robert Penn Warren       | 1958, 1979                   |
| 2           | Richard Wilbur           | 1957, 1989                   |
| 2           | C.K. Williams            | 1988, 1998                   |
| 2           | Franz Wright             | 2002, 2004                   |

Robert Frost va guanyar quatre vegades el Premi Pulitzer de poesia entre 1924 i 1943. Edwin Arlington Robinson va guanyar tres premis durant la dècada del 1920 i diverses persones, tots homes, n'han guanyat dos.
Carl Sandburg va guanyar un dels premis especials per la seva poesia el 1919 i va guanyar el Pulitzer de poesia el 1951.
Només quatre dones han tingut múltiples nominacions: Adrienne Rich amb 4, i Louise Glück, Jorie Graham i Diane Seuss amb 2 cadascuna.